# 寒帯前線
寒帯前線（かんたいぜんせん、polar front）とは、大気大循環において、中緯度のフェレル循環と極・高緯度の極循環の境界を成す前線。あるいは、北極（南極）気団および寒帯気団と、熱帯気団の境界を成す前線。大気（対流圏）下層で最も強く現れ、温帯低気圧を発生させやすい。
温帯低気圧の多くは寒帯前線付近に発生する。そのため、寒帯前線付近は平均的に気圧が低くなり、高緯度低圧帯ができる原因になっている。
前線を挟む気団の性質で分類した寒冷前線や温暖前線などのいわゆる「前線」とは異なり、「寒帯前線」というのは地球の各地域の気候を考慮した概念である。天気図上で寒帯前線の記号を決めて記入するといったことはせずに、天気図上のこの前線が寒帯前線に当たる、といった考え方をする。
寒帯前線付近では、北半球の場合、北西風を伴う寒気と南西風を伴う暖気が地上付近を吹いており、2つの風が衝突する。このときできるのが寒帯前線である。さらに、上空を流れる寒帯ジェット気流(Jp)の影響で地上では収束・上空では発散が起きて、上昇気流が生まれる。これにより、前線や低気圧が発生しやすい状態になる。
北半球では、寒帯前線の北側に極循環（北極気団あるいは寒帯気団）、南側にフェレル循環（熱帯気団）がある。南半球では南側に極循環（南極気団あるいは寒帯気団）、北側にフェレル循環（熱帯気団）がある。また、前線が大きく低緯度側に蛇行した場合、熱帯気団ではなく赤道気団に直接接する（=亜熱帯前線と接する）こともある。
低気圧の発生メカニズムの1つであるノルウェー学派モデルは、寒帯前線で発生した傾圧不安定波が発達して低気圧になるという説である。
寒帯前線は、下層では気温などの南北差（不連続）が明瞭だが、上空では南北差が小さく前線は現れない。
アリソフの気候区分では、寒帯前線が気候帯の境界線として利用される。冬の寒帯前線は気候帯3（熱帯気団帯）と気候帯4（亜熱帯）の、夏の寒帯前線は気候帯4（亜熱帯）と5（寒帯気団帯）の、それぞれ境界線となっている。